# Athlètes individuels neutres aux Jeux olympiques d'été de 2024
Les athlètes individuels neutres (AIN) regroupent les sportifs issus des délégations de Russie et de Biélorussie autorisés à participer aux Jeux olympiques d'été de 2024, après que le Comité international olympique (CIO) a interdit les désignations précédentes de ces nations en raison de l'invasion de l'Ukraine par la Russie en 2022 qui se poursuit encore en 2024. Si le CIO emploie le pluriel, sur le drapeau établi en mars 2024 figure le sigle AIN au singulier.
La délégation n'a pas le droit d'utiliser le drapeau olympique et l'hymne olympique, comme c'était habituellement le cas pour les athlètes neutres désignés lors des Jeux précédents. Ils utilisent à la place un drapeau jade ou turquoise représentant un emblème circulaire des AIN et un hymne instrumental unique, tous deux attribués par le CIO. Les athlètes individuels neutres doivent d'abord faire l'objet d'une vérification de leurs antécédents et être approuvés par la fédération internationale de chaque sport, puis par un comité spécial créé par le CIO. En tant qu'athlètes individuels, la délégation n'a pas pris part au défilé des nations lors de la cérémonie d'ouverture des Jeux olympiques d'été de 2024 et n'a pas été répertoriée en tant que délégation dans les tableaux officiels des médailles.

## Présentation

### Contexte
À la suite de l'invasion de l'Ukraine par la Russie débutée le 24 février 2022, peu après la clôture des Jeux olympiques d'hiver de 2022, le CIO a banni la Russie et la Biélorussie et a recommandé aux autres organisateurs sportifs internationaux de faire de même, le 28 février 2022. En conséquence, les athlètes russes et biélorusses ont été bannis des Jeux paralympiques d'hiver de 2022. Le 25 janvier 2023, le CIO a publié une déclaration soutenant l'idée que les sportifs russes et biélorusses pourraient être autorisés à concourir en tant qu'athlètes neutres, à condition qu'ils ne soutiennent pas « activement » la guerre russo-ukrainienne et que les drapeaux, hymnes, couleurs et noms russes et biélorusses soient interdits (interdisant ainsi les désignations alternatives utilisées par la Russie en 2018 et en 2020).
Le 28 mars 2023, le CIO a introduit le nom AIN et a réduit les exigences aux athlètes individuels, interdisant à toute équipe d'athlètes russes et biélorusses de concourir. Pour les manifestations organisées par une fédération internationale autre que le CIO, celui-ci a recommandé de n'utiliser aucun drapeau (ou, si ce n'est pas possible, le drapeau de la manifestation, le drapeau de la FI ou les lettres « AIN ») et l'hymne de la manifestation ou l'hymne de la FI. Les fédérations qui n'ont pas le français comme langue officielle continuent d'utiliser le nom AIN. Le CIO a également fait don de 5 millions de dollars au Comité national olympique ukrainien. Le 22 septembre 2023, l'Agence mondiale antidopage (AMA) interdit pour la deuxième fois le drapeau et l'hymne russes lors de manifestations sportives internationales en raison de la législation russe et du non-respect par la RUSADA (en) du Code mondial antidopage, ce qui coïncide avec l'interdiction de la trêve olympique. L'AMA a annoncé que l'interdiction ne serait pas levée tant que « les non-conformités liées à la législation nationale n'auront pas été entièrement corrigées »,.
Le 12 octobre 2023, le CIO a suspendu le Comité olympique russe jusqu'à nouvel ordre, en même temps que les deux autres interdictions, en raison de sa violation de la Charte olympique due à l'intégration des conseils olympiques régionaux de Kherson, Zaporijjia, Donetsk et Louhansk (ces quatre oblasts appartenant internationalement à l'Ukraine) dans le Comité olympique russe,. Au moment de la violation de la charte olympique, le président du Comité olympique russe (COR), Stanislav Pozdniakov, avait déclaré qu'il ne voyait aucun problème à l'intégration des anciens comités régionaux ukrainiens dans le COR. Le Comité olympique russe a réagi à sa suspension en affirmant que le CIO n'avait pas prononcé de suspension similaire après l'annexion par le Comité olympique russe d'une entité sportive en Crimée en 2014, ce à quoi le président du CIO, Thomas Bach, a répondu que « cet argument correspondait un peu à : « Pourquoi ne nous avez-vous pas déjà sanctionnés, plus tôt ? » ».
Le 8 décembre 2023, le CIO a publié une version « provisoire » du drapeau de l'AIN représentant un emblème incolore sur fond blanc et a déclaré qu'il déciderait d'un hymne neutre différent à une date ultérieure. Le CIO a également déclaré officiellement que la désignation AIN s'appliquerait aux Jeux de Paris 2024 et que les tableaux officiels des médailles excluraient l'AIN. Le 19 mars 2024, le CIO a mis à jour le drapeau de l'AIN avec un texte et un fond sarcelle ; il a aussi publié un hymne instrumental « produit uniquement à cette fin ». Le CIO a également déclaré qu'en tant qu'athlètes indépendants, l'AIN ne participerait pas en tant que délégation lors du défilé des nations de la cérémonie d'ouverture mais que les athlètes auraient tout de même « l'occasion de vivre l'événement »,.

### Définition
Les athlètes possédant un passeport russe ou biélorusse, ne peuvent soutenir activement la guerre russo-ukrainienne et ne peuvent être sous contrat avec l'armée russe ou biélorusse ou avec des agences de sécurité nationales.
Cette décision intervient après l'invasion de l'Ukraine par la Russie, avec les premières décisions d'exclusion des sportifs russes et biélorusses par le CIO et les différentes fédérations internationales, avant que le CIO n'amorce un revirement en janvier 2023 et annonce son intention d'accepter des athlètes russes et biélorusses en tant qu'athlètes neutres (regroupés sous l'abréviation « AIN ») au titre de l'universalité des Jeux et de la trêve olympique. La décision est entérinée le 8 décembre 2023, le Comité olympique russe restant quant à lui toujours suspendu après sa décision unilatérale d'inclure, parmi ses membres, les organisations sportives régionales qui relèvent de l'autorité du Comité national olympique ukrainien.

### Protocole

Le projet d'emblème du drapeau des AIN attribué par le CIO le 8 décembre 2023. Il fut proposé que le drapeau provisoire soit blanc avec l'emblème.

Comme lors de l'olympiade précédente à Tokyo avec le comité russe, le CIO publie un document présentant les « Principes relatifs à la mise en œuvre des conditions de participation des athlètes individuels neutres et de leur personnel d'encadrement munis d'un passeport russe ou bélarussien aux Jeux olympiques de Paris 2024 ». Ce document stipule notamment :
- il sera interdit aux sportifs d'arborer les drapeaux ou emblèmes de leur pays ou de leurs comités nationaux, tout comme tout autre symbole faisant référence à la guerre en Ukraine (le symbole Z, les couleurs de Saint-Georges ou tout autre slogan) ;
- les tenues officielles seront unicolores ;
- en cas de cérémonie de remise de médailles, les hymnes russe ou biélorusse seront remplacés par un morceau de musique neutre qui ne sera pas l'hymne olympique. Aucune médaille par équipe ne sera possible.

En mars 2024, la commission exécutive du CIO décide d'un certain nombre d'éléments protocolaires, parmi lesquels :
- Le drapeau des AIN (sur fond vert) et l'hymne sont choisis ; l'hymne n'a pas de paroles et est produit uniquement dans ce but ;
- Les médailles remportées par les AIN ne seront pas affichées dans le tableau des médailles des CNO ;
- Les AIN ne participeront pas au défilé des délégations lors de la cérémonie d'ouverture puisqu'il s'agit d'athlètes individuels (même scénario que celui utilisé pour les participants olympiques indépendants issus de l'ex-Yougoslavie aux Jeux de Barcelone 1992).

## Athlètes qualifiés
En décembre 2023, le CIO indique que « parmi les 4 600 athlètes du monde entier qui se sont qualifiés à ce jour pour Paris 2024, il n'y a que onze athlètes individuels neutres (huit possédant un passeport russe et trois un passeport bélarussien) ». En mars 2024, le CIO estime qu'il devrait y avoir entre 36 et 55 athlètes Russes et entre 22 et 28 Biélorusses selon les scénarios les plus probables. Mi-juin, le CIO publie une première liste de 25 noms (14 Russes, 11 Biélorusses) qualifiés dans quatre disciplines et autorisés à participer aux Jeux sous la bannière des AIN.
| Participants par sport | Participants par sport    | Participants par sport | Participants par sport    | Participants par sport | Participants par sport |
| ---------------------- | ------------------------- | ---------------------- | ------------------------- | ---------------------- | ---------------------- |
| Type de sport          | Hommes                    | Hommes                 | Femmes                    | Femmes                 |                        |
| Type de sport          | Drapeau de la Biélorussie | Drapeau de la Russie   | Drapeau de la Biélorussie | Drapeau de la Russie   | Total                  |
| Aviron                 | 1                         | 0                      | 1                         | 0                      | 2                      |
| Canoë-kayak            | 1                         | 2                      | 1                         | 1                      | 5                      |
| Cyclisme               | 0                         | 1                      | 1                         | 2                      | 4                      |
| Gymnastique            | 1                         | 0                      | 1                         | 1                      | 3                      |
| Haltérophilie          | 1                         | 0                      | 1                         | 0                      | 2                      |
| Lutte                  | 2                         | 0                      | 0                         | 0                      | 2                      |
| Natation               | 1                         | 1                      | 2                         | 0                      | 4                      |
| Taekwondo              | 1                         | 0                      | 0                         | 0                      | 1                      |
| Tennis                 | 0                         | 3                      | 0                         | 4                      | 7                      |
| Tir                    | 0                         | 0                      | 2                         | 0                      | 2                      |
| Total                  | 8                         | 7                      | 9                         | 8                      | 32                     |

## Bilan des médailles
Les restrictions plus sévères imposées en réponse à l'invasion de l'Ukraine par la Russie ont eu pour conséquence que la partie russe de la délégation n'a remporté qu'une seule médaille d'argent, contre 20 médailles d'or, 28 médailles d'argent et 23 médailles de bronze pour le Comité olympique russe lors des derniers Jeux olympiques d'été. La partie biélorusse a connu une baisse moins importante, avec une médaille d'argent et deux de bronze en moins par rapport aux derniers Jeux olympiques d'été,.
| Sport         | Or | Argent | Bronze | Total |
| ------------- | -- | ------ | ------ | ----- |
| Gymnastique   | 1  | 1      | 0      | 2     |
| Aviron        | 0  | 1      | 0      | 1     |
| Tennis        | 0  | 1      | 0      | 1     |
| Haltérophilie | 0  | 0      | 1      | 1     |
| Total         | 1  | 3      | 1      | 5     |

| Numéro | Date    | Or | Argent | Bronze | Total |
| ------ | ------- | -- | ------ | ------ | ----- |
| 1      | 2 août  | 1  | 1      | 0      | 2     |
| 2      | 3 août  | 0  | 1      | 0      | 1     |
| 3      | 4 août  | 0  | 1      | 0      | 1     |
| 4      | 10 août | 0  | 0      | 1      | 1     |

### Médaillés
| Médaille | Nom                           | Nationalité | Sport         | Compétition            | Date    |
| -------- | ----------------------------- | ----------- | ------------- | ---------------------- | ------- |
| Or       | Ivan Litvinovich              | Biélorussie | Gymnastique   | Trampoline masculin    | 2 août  |
| Argent   | Viyaleta Bardzilouskaya       | Biélorussie | Gymnastique   | Trampoline féminin     | 2 août  |
| Argent   | Yaujeni Zalaty                | Biélorussie | Rowing        | Skiff masculin         | 3 août  |
| Argent   | Mirra Andreeva Diana Shnaider | Russie      | Tennis        | Double dames           | 4 août  |
| Bronze   | Yauheni Tsikhantsou           | Biélorussie | Haltérophilie | Moins de 102 kg hommes | 10 août |

## Résultats

### Aviron
Yauheni Zalaty, rameur biélorusse, a sécurisé un quota de qualification en remportant la finale B des Championnats du monde d'aviron 2023 à Belgrade, en Serbie.
| Athlètes       | Compétition | Série         | Série | Repêchage   | Repêchage   | Quart de finale | Quart de finale | Demi-finale   | Demi-finale | Finale A      | Finale A |
| Athlètes       | Compétition | Temps         | Rang  | Temps       | Rang        | Temps           | Rang            | Temps         | Rang        | Temps         | Rang     |
| -------------- | ----------- | ------------- | ----- | ----------- | ----------- | --------------- | --------------- | ------------- | ----------- | ------------- | -------- |
| Yauheni Zalaty | Skiff       | 6 min 51 s 45 | 1er   | Non disputé | Non disputé | 6 min 49 s 27   | 1er             | 6 min 39 s 01 | 2e          | 6 min 42 s 96 | 2e       |

| Athlètes           | Compétition | Série         | Série | Repêchage   | Repêchage   | Quart de finale | Quart de finale | Demi-finale   | Demi-finale | Finale B      | Finale B |
| Athlètes           | Compétition | Temps         | Rang  | Temps       | Rang        | Temps           | Rang            | Temps         | Rang        | Temps         | Rang     |
| ------------------ | ----------- | ------------- | ----- | ----------- | ----------- | --------------- | --------------- | ------------- | ----------- | ------------- | -------- |
| Klimovich Tatsiana | Skiff       | 7 min 34 s 31 | 2e    | Non disputé | Non disputé | 7 min 39 s 30   | 3e              | 7 min 26 s 56 | 5e          | 7 min 25 s 61 | 3e       |

### Canoë-kayak

#### Course en ligne
| Athlète                           | Compétition | Séries        | Séries | Quarts de finale | Quarts de finale | Demi-finales  | Demi-finales | Finales A, B, C | Finales A, B, C |
| Athlète                           | Compétition | Temps         | Rang   | Temps            | Rang             | Temps         | Rang         | Temps           | Rang            |
| --------------------------------- | ----------- | ------------- | ------ | ---------------- | ---------------- | ------------- | ------------ | --------------- | --------------- |
| Uladzislau Kravets                | K1 1 000 m  | 3 min 32 s 07 | 2e     | pas disputé      | pas disputé      |               | e            |                 | e               |
| Zakhar Petrov                     | C1 1 000 m  | 3 min 49 s 86 | 2e     | pas disputé      | pas disputé      | 3 min 45 s 99 | 3e           |                 | e               |
| Alekseï Korovachkov Zakhar Petrov | C2 500 m    | 1 min 38 s 65 | 1er    | pas disputé      | pas disputé      | 1 min 39 s 57 | 1er          | 1 min 41 s 27   | 4e              |

| Athlète          | Compétition | Séries  | Séries | Quarts de finale | Quarts de finale | Demi-finales | Demi-finales | Finales A, B, C | Finales A, B, C |
| Athlète          | Compétition | Temps   | Rang   | Temps            | Rang             | Temps        | Rang         | Temps           | Rang            |
| ---------------- | ----------- | ------- | ------ | ---------------- | ---------------- | ------------ | ------------ | --------------- | --------------- |
| Olesia Romasenko | C1 200 m    | 49 s 83 | 5e     | 47 s 92          | 4e               | Éliminée     | Éliminée     | Éliminée        | Éliminée        |
| Yuliya Trushkina | C1 200 m    | 46 s 15 | 2e     | pas disputé      | pas disputé      |              | e            |                 | e               |

### Cyclisme

#### Route
Des quotas ont été distribués en raison du classement des nations UCI de la Russie et de la Biélorussie (un quota masculin et féminin pour la Russie, un quota féminin pour la Biélorussie) ; le cycliste russe pourra s'engager également sur le contre-la-montre.
| Athlète      | Compétition      | Temps                  | Rang                   |
| ------------ | ---------------- | ---------------------- | ---------------------- |
| Gleb Syritsa | Course en ligne  | N'a pas fini la course | N'a pas fini la course |
| Gleb Syritsa | Contre-la-montre | 40 min 33 s            | 31e                    |

| Athlète          | Compétition      | Temps           | Rang |
| ---------------- | ---------------- | --------------- | ---- |
| Tamara Dronova   | Course en ligne  | 4 h 7 min 16 s  | 47e  |
| Tamara Dronova   | Contre-la-montre | 43 min 42 s     | 21e  |
| Hanna Tserakh    | Course en ligne  | 4 h 10 min 18 s | 61e  |
| Hanna Tserakh    | Contre-la-montre | 44 min 57 s     | 29e  |
| Alena Ivanchenko | Course en ligne  | 4 h 10 min 47 s | 72e  |

### Haltérophilie
| Athlète             | Compétition     | Classement | Arraché (kg) | Arraché (kg) | Arraché (kg) | Arraché (kg) | Épaulé-jeté (kg) | Épaulé-jeté (kg) | Épaulé-jeté (kg) | Épaulé-jeté (kg) | Total |
| Athlète             | Compétition     | Classement | 1            | 2            | 3            | Résultat     | 1                | 2                | 3                | Résultat         | Total |
| ------------------- | --------------- | ---------- | ------------ | ------------ | ------------ | ------------ | ---------------- | ---------------- | ---------------- | ---------------- | ----- |
| Yauheni Tsikhantsou | Moins de 102 kg | 3e         | Échec        | 178          | 183          | 183          | 214              | 219              | Échec            | 219              | 402   |

### Lutte
Plusieurs lutteurs et une lutteuse se sont qualifiés pour les Jeux en intégrant le top 5 lors des championnats du monde 2023 à Belgrade, en Serbie. La plupart des athlètes biélorusses ont décliné l'invitation et tous les athlètes russes, sauf un, l'ont accepté avant de la décliner par la suite.
| Athlète                      | Compétition    | Huitièmes de finale         | Quart de finale     | Demi-finale         | Repêchage           | Finale / CB         | Rang    |
| Athlète                      | Compétition    | Adversaire Résultat         | Adversaire Résultat | Adversaire Résultat | Adversaire Résultat | Adversaire Résultat | Rang    |
| ---------------------------- | -------------- | --------------------------- | ------------------- | ------------------- | ------------------- | ------------------- | ------- |
| Mahamedkhabib Kadzimahamedau | Moins de 74 kg | Battu par Razambek Zhamalov | Éliminé             | Éliminé             | Éliminé             | Éliminé             | Éliminé |

| Athlète               | Compétition    | Huitièmes de finale         | Quart de finale        | Demi-finale         | Repêchage           | Finale / CB         | Rang    |
| Athlète               | Compétition    | Adversaire Résultat         | Adversaire Résultat    | Adversaire Résultat | Adversaire Résultat | Adversaire Résultat | Rang    |
| --------------------- | -------------- | --------------------------- | ---------------------- | ------------------- | ------------------- | ------------------- | ------- |
| Abubakar Khaslakhanau | Moins de 97 kg | Bat Robert Kobliashvili 9-1 | Battu Mohamed Gabr 4-1 | Éliminé             | Éliminé             | Éliminé             | Éliminé |

### Natation
La nageuse biélorusse Anastasiya Shkurdai a réalisé les minima sur les distances 100 m et 200 m dos.
| Athlète          | Épreuve         | Séries  | Séries | Demi-finales | Demi-finales | Finale  | Finale  |
| Athlète          | Épreuve         | Temps   | Rang   | Temps        | Rang         | Temps   | Rang    |
| ---------------- | --------------- | ------- | ------ | ------------ | ------------ | ------- | ------- |
| Ilya Shymanovich | 100 m brasse    | 59 s 25 | 2e     | 59 s 45      | 6e           | Éliminé | Éliminé |
| Evgenii Somov    | 50 m nage libre | 23 s 43 | 4e     | Éliminé      | Éliminé      | Éliminé | Éliminé |
| Evgenii Somov    | 100 m brasse    | 59 s 83 | 4e     | 1 min 0 s 00 | 7e           | Éliminé | Éliminé |

| Athlète             | Épreuve      | Séries        | Séries | Demi-finales | Demi-finales | Finale        | Finale  |
| Athlète             | Épreuve      | Temps         | Rang   | Temps        | Rang         | Temps         | Rang    |
| ------------------- | ------------ | ------------- | ------ | ------------ | ------------ | ------------- | ------- |
| Anastasiya Shkurdai | 100 m dos    | 1 min 0 s 94  | 7e     | Éliminé      | Éliminé      | Éliminé       | Éliminé |
| Anastasiya Shkurdai | 200 m dos    | 2 min 9 s 64  | 3e     | 2 min 8 s 79 | 5e           | 2 min 10 s 23 | 8e      |
| Alina Zmushka       | 100 m brasse | 1 min 6 s 37  | 4e     | 1 min 5 s 93 | 2e           | 1 min 6 s 54  | 8e      |
| Alina Zmushka       | 200 m brasse | 2 min 28 s 19 | 7e     | Éliminé      | Éliminé      | Éliminé       | Éliminé |

### Taekwondo
| Athlète          | Compétition    | Éliminatoires       | Huitième de finale              | Quart de finale     | Demi-finale         | Repêchage           | Finale / CB         | Rang    |
| Athlète          | Compétition    | Adversaire Résultat | Adversaire Résultat             | Adversaire Résultat | Adversaire Résultat | Adversaire Résultat | Adversaire Résultat | Rang    |
| ---------------- | -------------- | ------------------- | ------------------------------- | ------------------- | ------------------- | ------------------- | ------------------- | ------- |
| Georgii Gurtsiev | Moins de 58 kg | Exempté             | Battu par Cyrian Ravet 6-7, 3-5 | Éliminé             | Éliminé             | Éliminé             | Éliminé             | Éliminé |

### Tennis
| Joueur (n° de tête de série) | Compétition | 1er tour                           | 2e tour                      | 1/8e de finale                      | Quarts de finale    | Demi-finales        | Finale / MB         |
| Joueur (n° de tête de série) | Compétition | Adversaire Résultat                | Adversaire Résultat          | Adversaire Résultat                 | Adversaire Résultat | Adversaire Résultat | Adversaire Résultat |
| ---------------------------- | ----------- | ---------------------------------- | ---------------------------- | ----------------------------------- | ------------------- | ------------------- | ------------------- |
| Daniil Medvedev (5)          | Messieurs   | Bat Hijikata 6-2, 6-1              | Bat Ofner 6-2, 6-2           | Battu par Auger-Aliassime 3-6, 7-65 | Éliminé             | Éliminé             | Éliminé             |
| Roman Safiullin              | Messieurs   | Bat Tabilo 6-4, 6-4                | Bat par Etcheverry 6-0, 7-61 | Battu par Alcaraz 4-6, 2-6          | Éliminé             | Éliminé             | Éliminé             |
| Pavel Kotov                  | Messieurs   | Battu par Wawrinka 1-6, 1-6        | Éliminé                      | Éliminé                             | Éliminé             | Éliminé             | Éliminé             |
| Ekaterina Alexandrova        | Dames       | Battue par Yuan Yue 5-7, 7-60, 2-6 | Éliminée                     | Éliminée                            | Éliminée            | Éliminée            | Éliminée            |
| Diana Shnaider               | Dames       | Bat Cocciaretto 6-2, 7-5           | Battue par Wang 3-6, 1-6     | Éliminée                            | Éliminée            | Éliminée            | Éliminée            |
| Mirra Andreeva               | Dames       | Battue par Linette 3-6, 4-6        | Éliminée                     | Éliminée                            | Éliminée            | Éliminée            | Éliminée            |

| Joueurs (n° de tête de série)        | Compétition | 1er tour                                        | 2e tour                                | Quarts de finale                        | Demi-finales                            | Finale / MB                                  |
| Joueurs (n° de tête de série)        | Compétition | Adversaires Résultat                            | Adversaires Résultat                   | Adversaires Résultat                    | Adversaires Résultat                    | Adversaires Résultat                         |
| ------------------------------------ | ----------- | ----------------------------------------------- | -------------------------------------- | --------------------------------------- | --------------------------------------- | -------------------------------------------- |
| Daniil Medvedev/ Roman Safiullin     | Messieurs   | Battus par Krawietz / Pütz 4-6, 4-6             | Éliminés                               | Éliminés                                | Éliminés                                | Éliminés                                     |
| Ekaterina Alexandrova/ Elena Vesnina | Dames       | Battues par Muchová / Nosková 6-2, 65-7, [6-10] | Éliminées                              | Éliminées                               | Éliminées                               | Éliminées                                    |
| Mirra Andreeva/ Diana Shnaider       | Dames       | Battent Gadecki / Tomljanović 6-3, 2-6, [10-6]  | Battent Dabrowski / Fernandez 6-4, 6-0 | Battent Krejčíková / Siniaková 6-1, 7-5 | Battent Bucșa / Sorribes Tormo 6-1, 6-2 | Battus par Errani / Paolini 6-2, 1-6, [7-10] |
| Mirra Andreeva/ Daniil Medvedev      | Mixte       | Battus par Errani / Vavassorii 6-3, 2-6         | Éliminés                               | Éliminés                                | Éliminés                                | Éliminés                                     |

### Tir
| Tireurs              | Discipline                  | Qualification | Qualification | Finale  | Finale  |
| Tireurs              | Discipline                  | Points        | Rang          | Points  | Rang    |
| -------------------- | --------------------------- | ------------- | ------------- | ------- | ------- |
| Darya Chuprys        | carabine 50 m - 3 positions | 579-23x       | 24e           | Éliminé | Éliminé |
| Aliaksandra Piatrova | pistolet 25 m               | 566-14x       | 39e           | Éliminé | Éliminé |

### Trampoline
| Athlète          | Qualifications   | Qualifications    | Qualifications | Qualifications | Finale | Finale |
| Athlète          | Premier exercice | Deuxième exercice | meilleur score | Rang           | Score  | Rang   |
| ---------------- | ---------------- | ----------------- | -------------- | -------------- | ------ | ------ |
| Ivan Litvinovich | 63.420           | 42,580            | 63,420         | 1er            | 63,090 | 1er    |

| Athlète                 | Qualifications   | Qualifications    | Qualifications | Qualifications | Finale | Finale |
| Athlète                 | Premier exercice | Deuxième exercice | meilleur score | Rang           | Score  | Rang   |
| ----------------------- | ---------------- | ----------------- | -------------- | -------------- | ------ | ------ |
| Viyaleta Bardzilouskaya | 56,340           | -                 | 56,340         | 2e             | 56,060 | 2e     |
| Anzhela Bladtceva       | 55,640           | 55,710            | 55,710         | 4e             | 55,020 | 5e     |